# Shellness
Shellness est un petit hameau côtier situé à l'extrémité est de l'île de Sheppey, dans le district de Swale, dans le comté anglais du Kent. Le village fait partie de la paroisse de Leysdown. Il se trouve au sud-est du village principal de Leysdown-on-Sea et au nord-est du hameau de Harty.